# SMS Tegetthoff (1912)
O SMS Tegetthoff foi um couraçado operado pela Marinha Austro-Húngara e a segunda embarcação da Classe Tegetthoff, depois do SMS Viribus Unitis e seguido pelo SMS Prinz Eugen e SMS Szent István. Sua construção começou em setembro de 1910 nos estaleiros da Stabilimento Tecnico Triestino em Trieste e foi lançado ao mar em março de 1912, sendo comissionado na frota austro-húngara em julho de 1913. Era armado com uma bateria principal composta por doze canhões de 305 milímetros montados em quatro torres de artilharia triplas, possuía deslocamento carregado de mais de 21 mil toneladas e conseguia alcançar uma velocidade máxima de vinte nós (37 quilômetros por hora).
O Tegetthoff foi designado para servir na 1ª Divisão de Couraçados junto com seus três irmãos, que tinham como base o porto de Pola. Sua primeira grande ação na Primeira Guerra Mundial foi em maio de 1915, quando participou do Bombardeio de Ancona, porém teve pouco o que fazer pelo restante do conflito devido à Barragem de Otranto, que bloqueou a saída das embarcações austro-húngaras do Mar Adriático. A Marinha Austro-Húngara tentou furar o bloqueio em junho de 1918 com um grande ataque no estreito, porém ele foi rapidamente abandonado depois do Tegetthoff e Szent István terem sido atacados por lanchas torpedeiras italianas, o que resultou no naufrágio do Szent István.
O couraçado e seus irmãos permaneceram em Pola até o final da guerra. Em outubro de 1918, com a derrota da Áustria-Hungria cada vez mais iminente, o governo decidiu transferir boa parte de seus navios para o Estado dos Eslovenos, Croatas e Sérvios a fim de não serem tomados pelos Aliados. Entretanto, esta transferência não foi reconhecida pelo Armistício de Villa Giusti de novembro de 1918. O Tegetthoff acabou sendo entregue para a Itália sob os termos do Tratado de Saint-Germain-en-Laye de 1919, sendo exibido como troféu de guerra e permanecendo em Veneza até ser desmontado entre 1924 e 1925, seguindo estipulações nos termos do Tratado Naval de Washington de 1922.

## Características

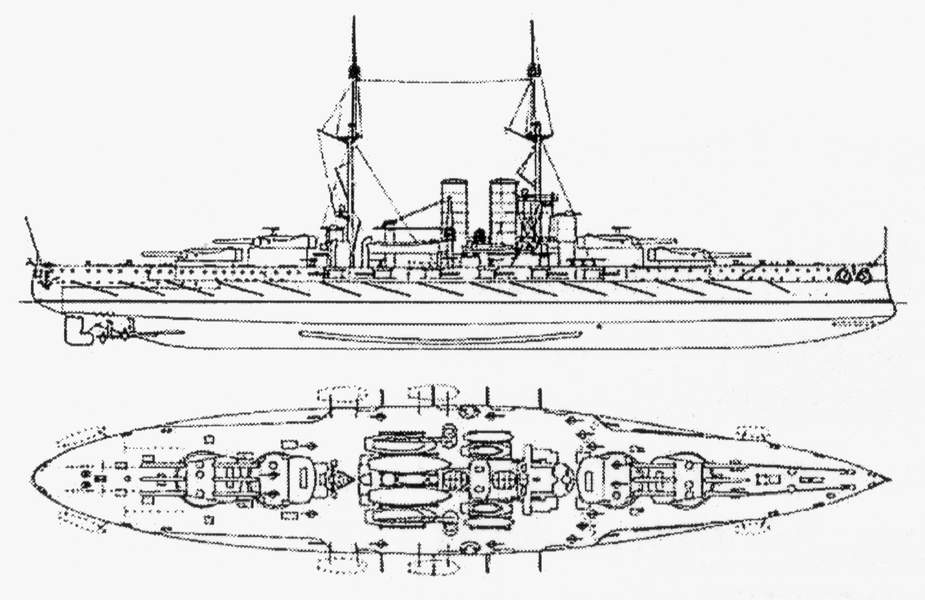
Desenho da Classe Tegetthoff

O Tegetthoff tinha 152 metros de comprimento de fora a fora, calado de 8,7 metros e boca de 27,9 metros. O navio possuía um deslocamento projetado de vinte mil toneladas, porém chegava a 21 670 toneladas quando totalmente carregado com suprimentos de combate. Seu sistema de propulsão tinha doze caldeiras Babcock & Wilcox que impulsionavam quatro turbinas a vapor Parsons, que produziam um total de 26,4 ou 27 mil cavalos-vapor (19,4 ou 19,9 quilowatts). O Tegetthoff era capaz de alcançar uma velocidade máxima de vinte nós (37 quilômetros por hora). Carregava 1,8 mil toneladas de carvão e 267,2 toneladas de óleo combustível que era borrifado no carvão com o objetivo de aumentar sua taxa de queima, o que proporcionava um alcance de 4,2 mil milhas náuticas (7,8 mil quilômetros) a dez nós (dezenove quilômetros por hora). Sua tripulação tinha 1 087 oficiais e marinheiros.
A bateria principal do Tegetthoff consistia em doze canhões Škoda K/10 de 305 milímetros. Estes eram montados em quatro torres de artilharia triplas, duas na proa e duas na popa, em ambos os casos com uma torre sobreposta a outra. A Classe Tegetthoff foi a primeira de navios de guerra do mundo a ser armada com torres triplas. Seus armamentos secundários tinham doze canhões Škoda K/10 de 150 milímetros montados em casamatas à meia-nau e dezoito canhões Škoda K/10 de 66 milímetros montados em armações giratórias abertas no convés superior, acima das casamatas. Também haviam outros três canhões antiaéreos de 66 milímetros montados em cima das torres de artilharia superiores. Por fim, o couraçado foi equipado com quatro tubos de torpedo submersos de 533 milímetros, uma proa, uma na popa e um de cada lado. O cinturão de blindagem tinha entre 150 milímetros de espessura nas extremidades e 280 milímetros na área central do navio, enquanto atrás do cinturão ficava uma antepara de torpedos de 25 milímetros. O convés era protegido por uma blindagem que ia desde trinta milímetros até 48 milímetros. As torres de artilharia e comando eram protegidas por blindagens iguais, que eram de 280 milímetros de espessura nas laterais de sessenta milímetros nos tetos, enquanto a blindagem das casamatas era de 180 milímetros de espessura.

## História

### Tempos de paz

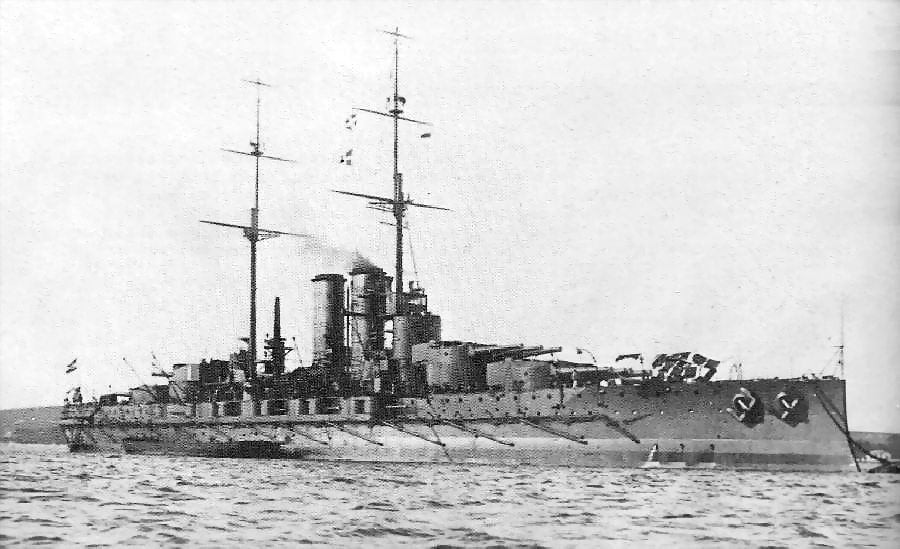
O Tegetthoff antes da guerra

A construção do Tegetthoff começou nos estaleiros da Stabilimento Tecnico Triestino em Trieste no dia 24 de setembro de 1910, com o nome provisório de "Couraçado V". Várias discussões ocorreram sobre qual seria o nome final da embarcação, com a decisão ficando com o imperador Francisco José I, que escolheu chamar o navio de Tegetthoff em homenagem ao almirante Wilhelm von Tegetthoff, que comandou a frota austro-húngara para a vitória na Batalha de Lissa contra os italianos em 1866. As obras seguiram em bom ritmo e só foram atrapalhadas por uma pequena greve dos trabalhadores em maio de 1911. O couraçado foi lançado ao mar em 21 de março de 1912, depois do evento ter sido adiado por clima ruim em Trieste, e foi comissionado em 14 de julho de 1913. Durante seus testes marítimos, um disparo de um de seus canhões principais danificou as cabines dos oficiais.
O  couraçado foi designado para a 1ª Divisão de Couraçados da 1ª Esquadra de Batalha da Marinha Austro-Húngara. Ele e outros navios realizaram viagens pelo Mar Mediterrâneo e Mar Adriático nos tempos de paz. O Tegetthoff e seu irmão SMS Viribus Unitis, acompanhados do pré-dreadnought SMS Zrínyi e do navio de defesa de costa SMS Monarch, viajaram pelo Mediterrâneo Oriental, pelo Estreito da Sicília e pelo Levante no início de 1914, visitando os portos de Esmirna, Beirute, Alexandria e Malta. Os dois couraçados partiram de volta para Pola no dia 28 de maio. Um mês depois, o arquiduque Francisco Fernando, herdeiro do trono austro-húngara, foi assassinado em Sarajevo. O Tegetthoff, o cruzador SMS Admiral Spaun e vários barcos torpedeiros foram enviados para a Bósnia e Herzegovina a fim de escoltarem o corpo do arquiduque e sua esposa de volta para Trieste, que foram levados a bordo do Viribus Unitis, com toda formação navegando lentamente perto do litoral. A morte de Francisco Fernando acabou levando ao início da Primeira Guerra Mundial.

### Primeira Guerra

#### Início
A assistência da frota austro-húngara foi logo requerida pela Divisão Mediterrânea alemã, que era formada pelos cruzadores SMS Goeben e SMS Breslau. Os navios alemães estavam tentando fugir de Messina, onde estavam se reabastecendo antes do início da guerra. Embarcações britânicas começaram a se reunir perto de Messina nas primeiras semanas de agosto em uma tentativa de prender os alemães. A Áustria-Hungria ainda não tinha mobilizado sua frota, porém uma força foi reunida, composta por vários navios de guerra, dentre eles o Tegetthoff e seus irmãos. O alto-comando austro-húngaro não queria instigar uma guerra contra o Reino Unido, assim ordenou que sua frota evitasse as embarcações britânicas e apenas apoiasse os navios alemães abertamente enquanto estivessem em águas austro-húngaras. O Goeben e o Breslau partiram de Messina em 7 de agosto e a frota austro-húngara partiu para Brindisi a fim de encontrar-se com os alemães e escoltá-los até um porto aliado na Áustria-Hungria. Os alemães acabaram seguindo para o Império Otomano e a frota austro-húngara, em vez de acompanhá-los até o Mar Negro, deu a volta e retornou para sua base naval em Pola.
Reino Unido e França declararam guerra contra a Áustria-Hungria em 11 e 12 de agosto, respectivamente. O Tegetthoff e o restante da frota austro-húngara pouco fizeram depois da fuga do Goeben e Breslau, passando a maior parte de seu tempo ancorados em Pola. Essa inatividade se deu por vários motivos, como temores de minas navais no Adriático, medo que um confronto direto contra a Marinha Nacional Francesa fosse enfraquecer a Marinha Austro-Húngara a ponto de permitir livre operação para a Marinha Real Italiana, um bloqueio anglo-francês do Mar Adriático na forma da Barragem de Otranto e escassez de carvão. Este último elemento vinha do fato de que 75% do suprimento de carvão da Áustria-Hungria era comprado do Reino Unido. Consequentemente, os navios austro-húngaros foram empregados como uma frota de intimidação, fazendo com que as principais embarcações da marinha, incluindo o Tegetthoff, permanecessem atracadas a menos que as circunstâncias exigissem sua ação.

#### Ancona

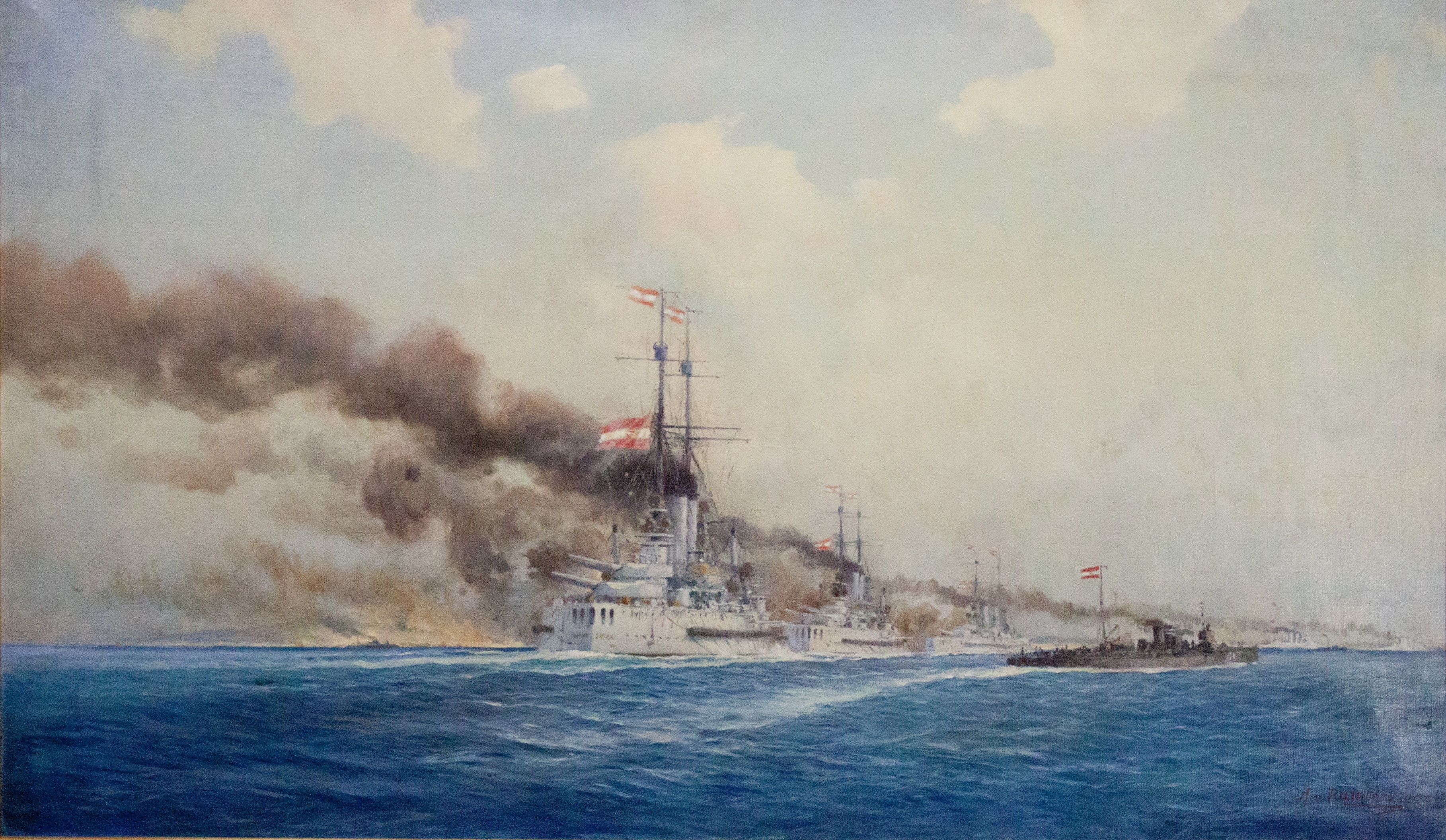
Pintura de August von Ramberg do Viribus Unitis, Tegetthoff e Prinz Eugen participando do bombardeio de Ancona em maio de 1915

A Itália negociou com os Aliados sua entrada no conflito em abril de 1915. Os italianos renunciaram sua aliança prévia com a Alemanha e Áustria-Hungria em 4 de maio, dando a todos um aviso adiantado de que a Itália estava se preparando para entrar em guerra contra eles. O almirante Anton Haus, Comandante da Marinha Austro-Húngara, fez preparações a fim de enviar suas principais embarcações para o Adriático e realizar um grande ataque contra a Itália assim que a guerra fosse declarada. A declaração ocorreu em 23 de maio, com a frota austro-húngara, incluindo o Tegetthoff, deixando Pola entre duas e quatro horas depois da declaração ter sido recebida, seguindo para bombardear a costa italiana.
Enquanto partes da frota foram destacadas para atacarem alvos secundários ao longo da província de Ancona, a força principal da Marinha Austro-Húngara, liderada pelo Tegetthoff e seus irmãos, foi bombardear a cidade de Ancona. Os membros da Classe Tagetthoff foram acompanhados pelo SMS Erzherzog Franz Ferdinand e pelos pré-dreadnoughts das classes Habsburg e Erzherzog Karl. A operação foi um grande sucesso, com a infraestrutura portuária e militar de Ancona e das cidades vizinhas tendo sido seriamente danificada. Toda a frota retornou em segurança para Pola algumas horas depois.

#### Restante

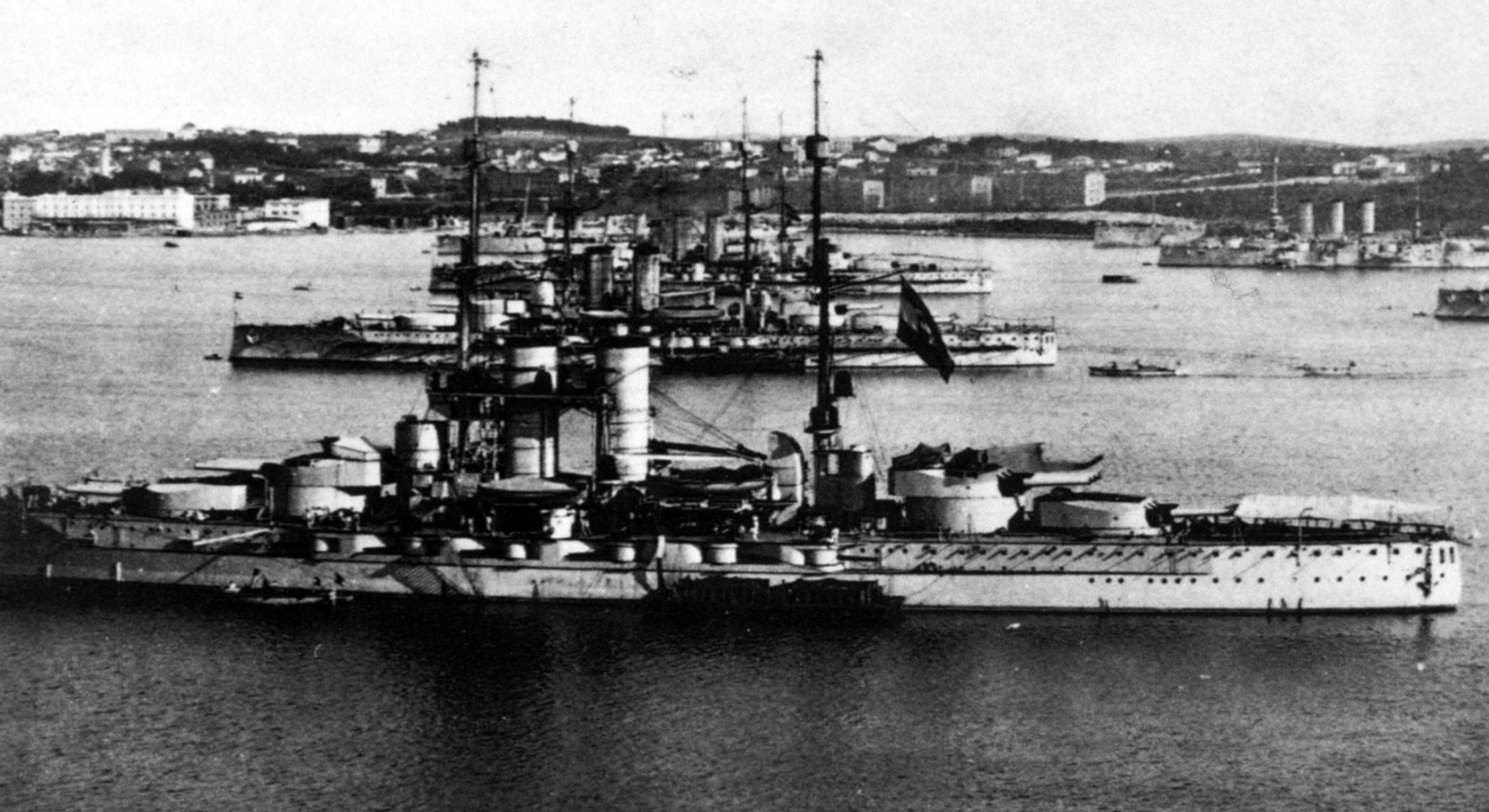
Os três primeiros couraçados da Classe Tegetthoff atracados em Pola em 1915

Devido à escassez de carvão e à Barragem de Otranto, os navios foram incapazes de participarem de grandes operações ofensivas depois do ataque a Ancona, assim foram relegados a defender o litoral da Áustria-Hungria. Haus morreu em fevereiro de 1917 e foi sucedido no comando da marinha pelo almirante Maksimilijan Njegovan, que continuou com a mesma estratégia de seu predecessor de empregar as embarcações austro-húngaras como uma frota de intimidação. O momento mais significativo para o Tegetthoff nesse período ocorreu em junho de 1917, quando o imperador Carlos I realizou uma revista formal da frota. Além dessa ocasião, as únicas outras ações que a base naval de Pola e o navio participaram desde o bombardeio de Ancona foi enfrentar mais de oitenta ataques aéreos realizados pelo recém-formado Corpo Aeronáutico Militar italiano.
Njegovan foi tirado de seu posto em fevereiro de 1918 devido a um motim em Cátaro, sendo substituído pelo contra-almirante Miklós Horthy. Ele começou a reorganizar a marinha de acordo com sua visão, também tirando a frota do porto com o objetivo de realizarem exercícios de manobra e artilharia regularmente. Foram as maiores operações que a marinha tinha feito desde o início da guerra. Essas ações tinham a intenção de restaurar a ordem depois de vários motins fracassados, mas também para preparar a frota para uma grande operação ofensiva. Horthy resolveu realizar uma grande ofensiva com a frota a fim de abordar a moral baixa e o tédio dos marinheiros, além de facilitar a saída de u-boots austro-húngaros e alemães do Adriático para o Mediterrâneo. Ele concluiu que a frota estava pronta depois de meses de exercícios, marcando a ofensiva para o início de junho de 1918.

#### Otranto
O plano de Horthy era atacar a Barragem de Otranto com uma grande frota de couraçados, barcos torpedeiros, contratorpedeiros e cruzadores. O Viribus Unitis e o SMS Prinz Eugen partiram para o sul junto com os elementos principais em 8 de junho, enquanto o Tegetthoff, SMS Szent István e suas escoltas partiram no dia seguinte. A ideia era para que os membros da Classe Tegetthoff usassem seu poder de fogo para destruir a barragem e enfrentar quaisquer embarcações aliadas que encontrassem.

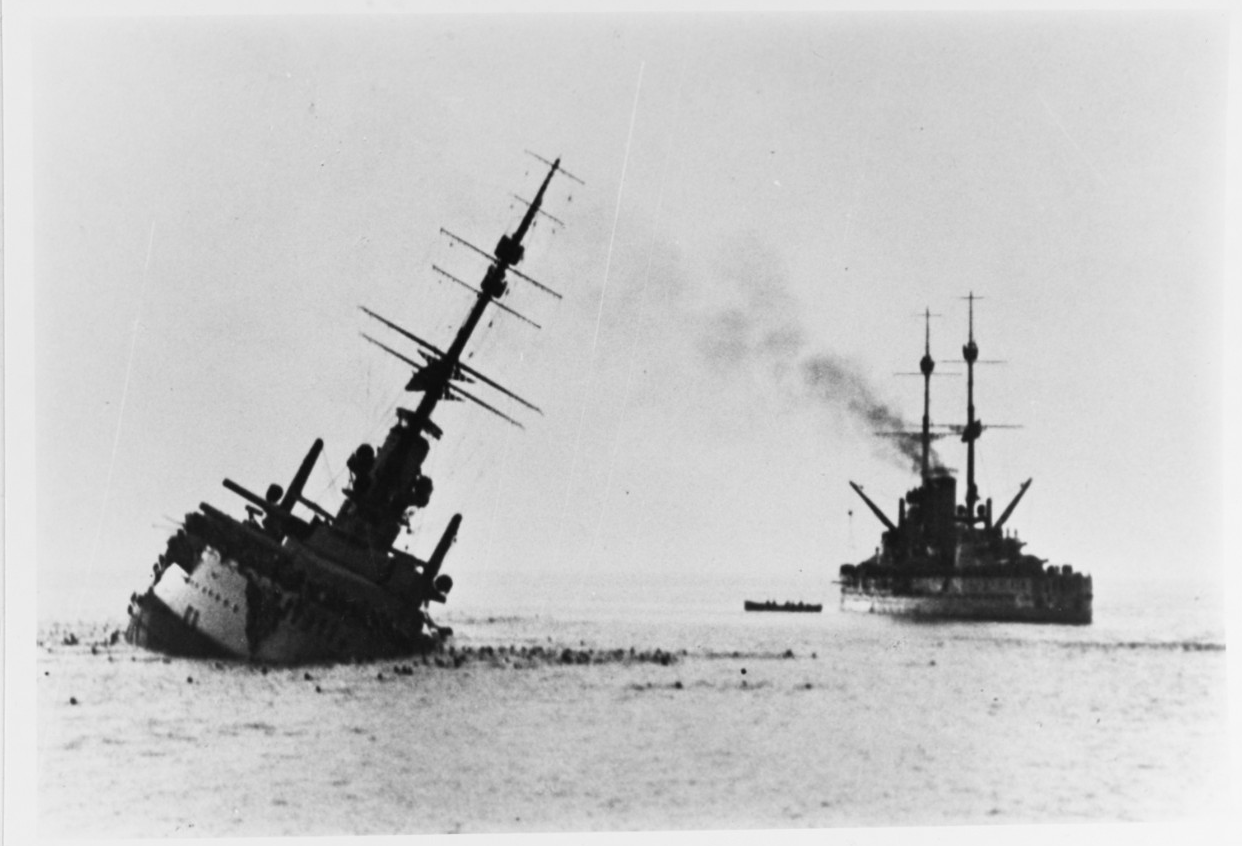
O Szent István afundando em 10 de junho, com o Tegetthoff resgatando sobreviventes

O Tegetthoff e o Szent István, em 10 de junho, enquanto seguiam para Islana a fim de se encontrarem com o Viribus Unitis e o Prinz Eugen, tentaram chegar em velocidade máxima. Entretanto, as turbinas do Szent István superaqueceram e a velocidade precisou ser reduzida. O couraçado acabou produzindo um excesso de fumaça depois de tentar criar mais vapor para que a velocidade subisse, sendo avistado pelas lanchas torpedeiras italianas MAS-15 e MAS-21 às 3h15min da manhã, enquanto retornavam de uma patrulha. As duas lanchas penetraram dentro da escolta e dividiram-se para enfrentarem os couraçados. O MAS-21 atacou o Tegetthoff, porém não conseguiu acertar seus torpedos. O MAS-15 disparou dois torpedos que acertaram o Szent István às 3h25min. O Tegetthoff achou que os torpedos foram disparados por submarinos, assim deixou a formação e começou a navegar em zigue-zague com o objetivo de esquivar de outros ataques. Ele disparou várias vezes contra aquilo que achou que eram periscópios.
O Szent István começou a naufragar e o Tegetthoff voltou para formação às 4h45min, tentando, sem sucesso, rebocar seu irmão. O navio emborcou e afundou perto de Premuda às 6h12min, levando consigo 89 mortos. Horthy, temendo mais ataques de lanchas ou contratorpedeiros italianos, além da chegada de possíveis couraçados Aliados, achou que o elemento surpresa tinha sido perdido e cancelou o ataque. Na verdade, as lanchas italianas estavam em uma patrulha de rotina e o plano austro-húngaro não tinha sido frustrado. Os italianos só descobriram que os austro-húngaros tinham deixado Pola mais tarde no mesmo dia, quando fotos de reconhecimento aéreo da base revelaram que eles não estavam mais lá.

### Pós-guerra
Ficou claro em outubro de 1918 que a Áustria-Hungria estava a beira da derrota. Consequentemente, o governo austro-húngaro decidiu transferir pacificamente a maior parte de sua frota para o recém declarado Estado dos Eslovenos, Croatas e Sérvios. Isto foi considerado uma melhor opção do que entregá-la para os Aliados, pois o novo país tinha declarado neutralidade e não tinha derrubado Carlos, assim ainda existia a possibilidade de reformar o império em uma monarquia tripla. A transferência ocorreu em 31 de outubro, porém ela não foi reconhecida pelo Armistício de Villa Giusti, assinado em 3 de novembro. O Tegetthoff e o pré-dreadnought SMS Erzherzog Franz Ferdinand foram escoltados para Veneza em março de 1919, com a bandeira italiana hasteada em seus mastros, onde foram exibidos como troféus de guerra. Pelos termos do Tratado de Saint-Germain-en-Laye de 10 de setembro de 1919, o navio foi formalmente cedido para a Itália. Depois disso o Tegetthoff foi usado no filme Eroi dei Nostri Mari, em que representou o naufrágio do Szent István. Ele foi desmontado em La Spezia entre 1924 e 1925, depois do assinatura do Tratado Naval de Washington em 1922.